# Rodenbourg
Rodenbourg (Luxemburgs: Roudemer, Duits: Rodenburg) is een plaats in de gemeente Junglinster en het kanton Grevenmacher in Luxemburg.
Rodenbourg telt 103 inwoners (2001).